# Flachauge
Flachaugen, auch Plattenaugen, sind Augen, die aus einer Anzahl flach angeordneter Licht-Sinneszellen bestehen, die von einer Seite durch Pigmentzellen vor Lichteinfall geschützt sind und bei Lichteinfall alle gemeinsam erregt werden.
Flachaugen sind bekannt von Quallen, Seesternen und einigen Wurmarten. Flachaugen ermöglichen nur das Unterscheiden von „hell“ und „dunkel“. Durch die Auswertung der Information mehrerer Augen kann der Organismus die grobe Lage einer Lichtquelle oder eines Schattens (z. B. eines potentiellen Feindes) wahrnehmen. Da das Licht auf Flachaugen von allen Seiten der nicht von den Pigmentzellen verdeckten Fläche einfällt, ist ein genaues Richtungssehen nicht möglich.
Eine Weiterentwicklung stellt das Pigmentbecherocellus (Pigmentbecherauge oder Becherauge) – z. B. bei Lanzettfischchen und Strudelwürmern – dar, bei dem die Sinneszellen sich in einer Vertiefung befinden und daher nur auf Lichteinfall von einer Richtung ansprechen.